# Сказання з небезпечного королівства
«Сказання з небезпечного королівства» (англ. Tales from the Perilous Realm) — збірка творів англійського письменника Дж. Р. Р. Толкіна, яку було видано в 1997 році видавництвом «HarperCollins» без ілюстрацій і перевидано, як розширене видання, у 2008 році з ілюстраціями Алана Лі. Видання 2008 року також має вступне слово літературознавця Тома Шиппі. Український переклад вийшов друком у видавництві «Астролябія» у 2009 році.

## Вміст книги
Видання видавництва «HarperCollins» 2008 року містить у собі такі праці Дж. Р. Р. Толкіна:
1. «Роверандом» (англ. Roverandom) — повість про пригоди цуценяти Ровера, якого чарівник перетворює на іграшку
2. «Фермер Джайлз із Гема» (англ. Farmer Giles of Ham) — повість про англійського фермера, який стає до бою з драконом
3. «Пригоди Тома Бомбадила» (англ. The Adventures of Tom Bombadil) — 16 віршів, події яких відбуваються в Середзем'ї
4. «Коваль із Великого Вуттона»[en] (англ. Smith of Wootton Major) — коротка повість про сина коваля, до якого потрапляє чарівна срібна зірка, що стає його перепусткою у Дивокрай
5. Листок пана Дрібнички (англ. Leaf by Niggle) — алегоричне оповідання про художника
6. «Про чарівні історії»[en] (англ. On Fairy-Stories) — есей Толкіна, в якому викладено теоретичні засади його творчості

Видання 1997 року не містить у собі повісті «Роверандом» (яка вперше вийшла 1998 року), есею «Про чарівні історії». У виданні 2008 року також є вступне слово Тома Шиппі, ілюстрації і післямова Алана Лі.

## Український переклад
- Толкін Дж. Р. Р. Сказання з небезпечного королівства / Переклад з англійської: Катерина Оніщук і Олена О'Лір. — Львів: Астролябія, 2009. — 400+XXXII с. ISBN 978-966-8657-41-2[3][К 1]
- Толкін Дж. Р. Р. Сказання з небезпечного королівства / Переклад з англійської: Катерина Оніщук і Олена О'Лір. — 2-ге, доопрацьоване видання. — Львів: Астролябія, 2016. — 384 с. ISBN 978-617-664-084-4[4][К 1][К 2]